# Ronald L. Walsworth
Ronald Lee Walsworth (* um 1962) ist ein US-amerikanischer Physiker.
Walsworth erhielt 1984 den B.S. von der Duke University und den Ph.D. in Physik im Jahre 1991 an der Harvard University. Er beschäftigt sich mit Tieftemperatur-Wasserstoff-Maser und Wasserstoff-Masern bei Raumtemperatur um die Linearität in der Quantenmechanik zu messen. Walsworth arbeitet am Harvard-Smithsonian Center for Astrophysics und ist Senior Lecturer in der Fakultät für Physik in Harvard.

## Auszeichnungen
- 2005 Francis M. Pipkin Award[1]
- 2001 Fellow of the American Physical Society
- Distinguished Traveling Lecturer for the American Physical Societys Division on Laser Science